# سعد زغلول عبد الحميد
سعد زغلول عبد الحميد (22 ديسمبر 1933 - 4 مايو 2005) مؤرخ وأستاذ جامعي مصري.

## حياته
ولد بطنطا بمحافظة الغربية  في 22 ديسمبر 1933، حصل علي ليسانس الآداب – قسم الآثار الإسلامية-جامعة الإسكندرية – 1950.
حصل علي دبلوم الدراسات الأسبانية من جامعة مدريد في أغسطس 1952.
حصل علي دكتوراه الدولة في الآداب من جامعة باريس (السوربون) في يناير 1957 بمرتبة الشرف الأولي.

## مسيرته
- عين معيداً بقسم الآثار الإسلامية ـ جامعة الإسكندرية 1951 ثم مدرساً للتاريخ الإسلامي بجامعة عين شمس (1958 ـ 1959).

ثم مدرساً للتاريخ الإسلامي والحضارة بجامعة الإسكندرية (1959-1965).
ثم أستاذاً للتاريخ الإسلامي والحضارة المساعد بجامعة الإسكندرية 1965-1972، ثم أستاذ التاريخ الإسلامي والحضارة بجامعة الإسكندرية 1972وحتى الآن.
- عين رئيس قسم التاريخ والآثار بجامعة الإسكندرية منذ سبتمبر 1981 وحتى سبتمبر 1988 بالإضافة إلي الإشراف على قسم الوثائق والمكتبات بنفس الجامعة.
- عين مديراً لمعهد دراسات البحر المتوسط منذ عام 1988.
- أعير للتدريس بجامعة بيروت من 1961 إلي1965 وأعير إلي جامعة بيروت مرة ثانية من1969 إلي 1973.
- أنتدب مستشاراً ثقافياً بسفارة مصر في أسبانيا ومديراً لمعهد الدراسات الإسلامية بمدريد ما بين 1978-1980.

## جوائز
جائزة الدولة التشجيعية في التاريخ والآثار عن كتابه «قرطبة حاضرة الخلافة الأموية بالأندلس» في عام 1974.
وسام العلوم والفنون المصري من الطبقة الأول عام 1975.
وسام ووشاح الملك ألفونسو العاشر العالم، منحته له وزارة التعليم الأسبانية تقديراً لجهوده في خدمة التراث الإسلامي الأندلسي في 1981.
نوط مانويل دي فايا أهداه كونسر فاتوار قادس بأسبانيا عام 1979.
جائزة التقدير العلمي لجامعة الإسكندرية عام 1987.
العضويات بالجمعيات والهيئات العلمية والاكاديمية:
شارك سيادته في العديد من العضويات بالجمعيات والهيئات والأكاديميات العلمية في مصر والخارج.

## مؤلفاته
شارك في العديد من المؤتمرات والندوات العلمية والثقافية في مصر والخارج كما دعي أستاذاً زائراَ في العديد من الجامعات الأجنبية.

### كتب باللغة العربية
- حقق كتاب الاستبصار في عجائب الأمصار لكاتب مراكشي من كتاب القرن 6 الهجري، نشرته أول مرة جامعة الإسكندرية سنة 1958، وبعدها نشر في الدار البيضاء سنة 1985،[1] وفي بغداد سنة 1986.[2]
- المساجد والقصور في الأندلس، دار المعارف بمصر 1958.
- المآذن المصرية: أصلها وتطورها حتى الفتح العثماني، مصلحة الآثار المصرية ـ القاهرة 1959.
- بيوت الله مساجد ومعاهد ـ دار الشعب 1959.
- تاريخ الإسكندرية وحضارتها في العصر الإسلامي، دار المعارف بالإسكندرية.
- تخطيط مدينة الإسكندرية وعمرانها في العصر الإسلامي، بيروت 1964.
- المغرب الإسلامي (في جزآين)، مكتب الشعب 1960.
- التاريخ والمؤرخون العرب، الإسكندرية 1967.
- تاريخ المسلمين وآثارهم في الأندلس، دار المعارف لبنان 1962.
- تاريخ العرب قبل الإسلام، الإسكندرية 1967.
- تاريخ الدولة العربية، بيروت 1969.
- طرابلس الشام في التاريخ الإسلامي، الدار القومية بالإسكندرية 1967.
- تاريخ مدينة المرية الإسلامية قاعدة أسطول الأندلس، بيروت 1969.
- تاريخ البحرية الإسلامية في مصر والشام، بيروت 1972.
- تاريخ البحرية الإسلامية في المغرب والأندلس، بيروت 1969.
- تاريخ الدولة العباسية (العصر العباسي الأول) الإسكندرية 1980
- دراسات في التاريخ والحضارة الإسلامية والآثار الإسلامية، بيروت 1992 (في مجلدين).
- قرطبة حاضرة الخلافة الأموية في الأندلس، بيروت 69/1971 (جزآين).

### كتب مترجمة
- «الإسلام في المغرب والأندلس» تأليف ليفي بروفنسال وترجمة الدكتور السيد عبد العزيز بالاشتراك مع الأستاذ محمد صلاح الدين حلمي، القاهرة 1958 (من الفرنسية).
- «الفن الإسلامي في أسبانيا منذ الفتح الإسلامي حتى عصر المرابطين» تأليف جومث مورينو وترجمة د.السيد عبد العزيز سالم والدكتور لطفي عبد البديع، القاهرة 1959 (من الأسبانية).

## الأبحاث باللغة العربية
- مئات المقالات في التاريخ الإسلامي في الأندلس وفي التراث الإسلامي بدائرة معارف الشعب تحت عنوان «الأندلس» أعداد 61,64,67 وتشتمل هذه الدراسات على: ـ

1. قواعد الأندلس العظمى وأهم مدنها تاريخيا وأثرياً.
2. العمارة الإسلامية في الأندلس وتأثيرها علي العمارة المسيحية في أسبانيا وفرنسا علي العمارة الإسلامية في المغرب والجزائر وتونس ومصر.
3. الفنون الصناعية في الأندلس.
4. نظم الحكم والإدارة في الأندلس.
5. شخصيات أندلسية: طارق بن زياد ـ موسي بن نصير ـ عبد الرحمن الداخل ـ هشام الرضا ـ الحكم الربضي.
- عشرات المقالات بمجلة (المجلة) من سنة 1957:1961.
- بعض المصطلحات العربية للعمارة الأندلسية بحث منشور بمجلة المعهد المصري للدراسات الإسلامية بمدريد 1957 .
- مسجد المسلمين بطليطلة بحث منشور بمجلة كلية الآداب جامعة الإسكندرية 1958.
- طرابلس: تاريخها وآثارها الإسلامية الموسم الثقافي لجمعية مكارم الأخلاق الإسلامية – لبنان 1963-1964.
- واقعة الأرك خاتمة الانتصارات الإسلامية في أسبانيا مجلة العلوم – بيروت – يوليو 1964.
- الآثار الإسلامية في دير سانت كاترين بطور سيناء مجلة العلوم – بيروت – 1965.
- التأثيرات العراقية في البناء الحضاري الأندلسي مقال في كتاب المؤتمر الدولي الأول للتاريخ في بغداد 1973.
- تطور العمارة في الأندلس مجلة عالم الفكر، الكويت 1974.
- أضواء حول مشكلة تاريخ أشبيلية في العصر الإسلامي-مجلة معهد الدراسات الإسلامية بمدريد 1977.
- البحرية المصرية في عهد الدولة الفاطمية.

مع عدد كبير من الأبحاث بلغات أجنبية.